# Pelourinho de Nozelos
O Pelourinho de Nozelos localiza-se em Nozelos, na Freguesia de Arcas, no Município de Macedo de Cavaleiros, Distrito de Bragança, em Portugal.
Este pelourinho encontra-se classificado como Imóvel de Interesse Público desde 1933.